# Франция на «Евровидении-1987»
Франция участвовала в тридцать втором выпуске телевизионного конкурса Евровидение-1987, который состоялся 9 мая во Дворце Столетия в Брюсселе, Бельгия. Страну представляла певица Кристин Миньер с песней  Les mots d'amour n'ont pas de dimanche ("Слова любви не знают выходного"), написанной Жераром Курси и Марком Миньером. По итогам голосования Миньер заняла 14-е место из 22, набрав 44 очка. Не удовлетворившись результатом, французская телекомпания Antenne 2 отказалась от использования национального финала, и вплоть до 1999 года все французские заявки на Евровидение утверждались внутри телекомпании. Тем не менее, Les mots d'amour n'ont pas de dimanche стала предшественницей французской заявки на Евровидение-1988 Chanteur de charme в исполнении Жерара Ленормана. Конкурс был показан на канале Antenne 2 с комментариями Патрика Симпсона-Джонса. Глашатаем был Лионель Кассан.

## До «Евровидения»

### Национальный отбор
Начиная с 1983 года, когда Франция вернулась на Евровидение после годового перерыва, телекомпания Antenne 2 занималась вещанием и организацией отбора страны на конкурс. С 1983 года все заявки от Франции отбирались путём национального финала, на котором телезрители выбирали артиста и песню. В 1987 году Antenne 2 вновь использовала данную процедуру. Национальный финал состоялся 4 апреля 1987 года в телестудии Antenne 2 в Париже. Ведущими были Мари-Анже Нарди и Патрик Симпсон-Джонс. Десять заявок было представлено, а победителя определяли телезрители, которых обзванивали и опрашивали насчёт любимой песни.
| Порядковый номер | Исполнитель       | Название песни                         | Очки | Место |
| ---------------- | ----------------- | -------------------------------------- | ---- | ----- |
| 1                | Жак Пайан         | Vivre libre                            | 74   | 7     |
| 2                | Паскаль Фонтенель | Bonheur ordinateur                     | 28   | 10    |
| 3                | Изабель Готье     | Ciné-climat                            | 29   | 9     |
| 4                | Патрик Алес       | À tout vent                            | 137  | 3     |
| 5                | Кэти Соло         | Manolito                               | 58   | 8     |
| 6                | Кристин Миньер    | Les mots d'amour n'ont pas de dimanche | 163  | 1     |
| 7                | Паскаль Тафури    | Délit de fuite                         | 110  | 6     |
| 8                | Мэрилин и Марина  | Marilyne et Marina                     | 150  | 2     |
| 9                | Жоэль Барре       | La clef du temps                       | 126  | 5     |
| 10               | Дамьен Натанжело  | Vivre pour aimer                       | 127  | 4     |

## На «Евровидении»
В ночь финала Миньер выступала под номером 15, между Великобританией и ФРГ. Во время выступления Кристин Миньер была одета в золотисто-розовое платье с короткими рукавами, а задний фон на сцене во время её выступления был подсвечен синим цветом. В конце голосования Франция заняла 14-е место из 22, набрав 44 очка, включая 12 очков от Люксембурга. Не удовлетворившись результатом, французская телекомпания Antenne 2 отказалась от использования национального финала, и вплоть до 1999 года все французские заявки на Евровидение утверждались внутри телекомпании. Французское жюри 12 очков присудило Нидерландам. Жан-Клод Петит был дирижёром оркестра во время исполнения французской песни.

### Голосование
| Очки      | Страна                  |
| --------- | ----------------------- |
| 12 баллов | - Люксембург            |
| 10 баллов | - Ирландия              |
| 8 баллов  |                         |
| 7 баллов  |                         |
| 6 баллов  |                         |
| 5 баллов  | - Германия - Италия     |
| 4 балла   | - Греция - Исландия     |
| 3 балла   |                         |
| 2 балла   | - Швейцария             |
| 1 балл    | - Нидерланды - Норвегия |

| Очки      | Страна     |
| --------- | ---------- |
| 12 баллов | Нидерланды |
| 10 баллов | Израиль    |
| 8 баллов  | Дания      |
| 7 баллов  | Греция     |
| 6 баллов  | Германия   |
| 5 баллов  | Кипр       |
| 4 балла   | Норвегия   |
| 3 балла   | Швеция     |
| 2 балла   | Югославия  |
| 1 балл    | Ирландия   |